# Dichotomius punctulatipennis
Dichotomius punctulatipennis là một loài bọ cánh cứng trong họ Bọ hung (Scarabaeidae).